# Pierre Bernard (athlétisme)
Pour les articles homonymes, voir Bernard et Pierre Bernard.
Pierre Bernard (né le 23 janvier 1914 à Saint-Cloud et mort le 22 avril 2014 à Garches) est un athlète français, spécialiste du 110 mètres haies.

## Biographie
Il est champion de France du 110 mètres haies en 1934. 
Il participe aux Championnats d'Europe d'athlétisme 1934 à Turin, où il est éliminé dès les séries de qualifications.